# جيسي الكسندر
جيسي الكسندر هو لاعب كرة القدم الكندية كندي، ولد في 8 مايو 1981 في كيتشنر في كندا.